# Groenstaartglansspreeuw
De groenstaartglansspreeuw (Lamprotornis chalybaeus) is een vogelsoort uit de familie Sturnidae.

## Kenmerken
De vogel is 21 tot 24 centimeter lang en weegt 79 tot 106 gram. Het is een betrekkelijk grote, overwegend blauwgroen gekleurde glansspreeuw, die sterk lijkt op de bronsstaartglansspreeuw en de blauwoorglansspreeuw. Hij verschilt van de bronsstaartglansspreeuw door de blauwe weerschijn op de bovenstaartdekveren en de staartveren zijn blauwgroen. De kleur van de iris varieert van wit en geel tot oranje of rood.

## Voortplanting
Het vrouwtje legt drie tot vijf lichtgroenachtig blauwe eieren met fijne roodbruine en donkerblauwe vlekjes. De broedtijd bedraagt twee weken.

## Verspreiding en leefgebied
Deze soort komt voor in Sub-Saharisch Afrika en telt vier ondersoorten:
- L. c. chalybaeus: van Senegal en Gambia tot centraal Soedan.
- L. c. cyaniventris: van Eritrea tot noordwestelijk Somalië, noordelijk Kenia en oostelijk Congo-Kinshasa.
- L. c. sycobius: van zuidwestelijk Oeganda en zuidelijk Kenia tot westelijk Mozambique.
- L. c. nordmanni: van zuidelijk Angola en noordelijk Namibië tot zuidelijk Mozambique en noordelijk Zuid-Afrika.

Het leefgebied bestaat uit bossavanne. In West-Afrika komt de soort tot in woestijnachtig droge gebieden voor, in het oosten en zuiden van het verspreidingsgebied is een vogel van meer bosrijk of in cultuur gebracht land met meer regenval. Het is een vogel van laagland en in Kenia ook van kustgebieden, maar in Ethiopië verblijft de vogel ook in hoogland tot 2000 m boven de zeespiegel.

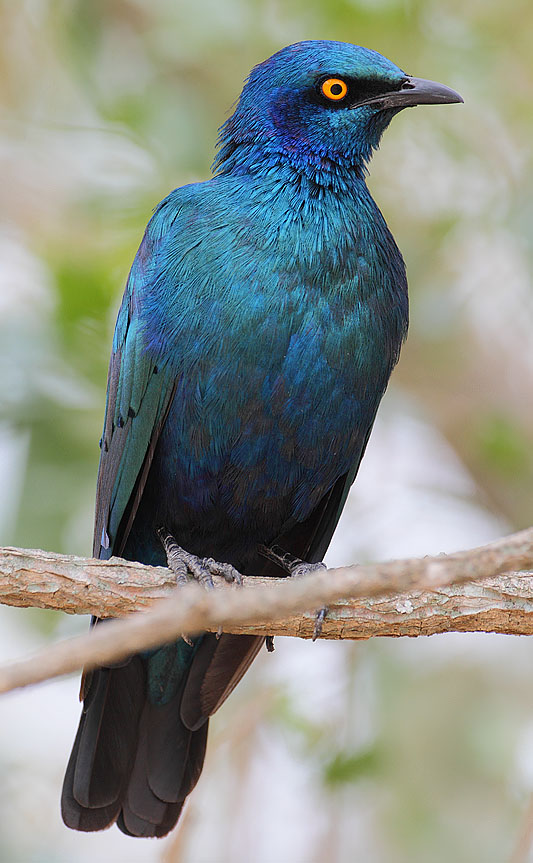
L. c. scyobius
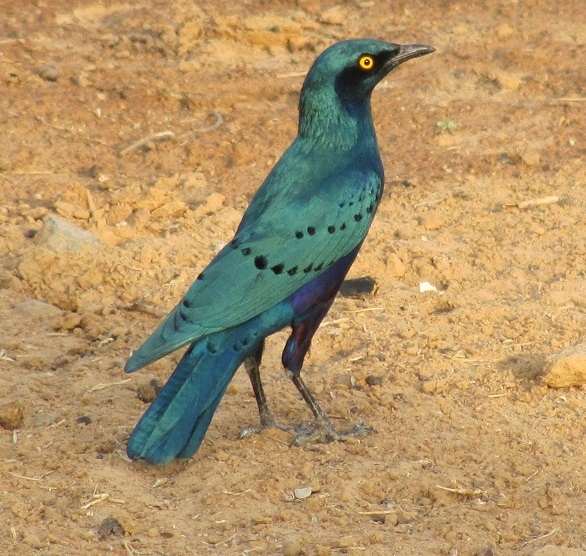
L. c. chalybaeus

## Status
De grootte van de wereldpopulatie is niet gekwantificeerd, maar de vogel is algemeen en plaatselijk zelfs talrijk. Men veronderstelt dat de soort in aantal stabiel is. Om deze redenen staat de groenstaartglansspreeuw als niet bedreigd op de Rode Lijst van de IUCN.